# Gyranusoidea claripennis
Gyranusoidea claripennis is een vliesvleugelig insect uit de familie Encyrtidae. De wetenschappelijke naam is voor het eerst geldig gepubliceerd in 1918 door Philip Hunter Timberlake.